# Desi Sława
Desisława Iwanowa Donewa (bułg. Десислава Иванова Донева, ur. 7 marca 1979), znana także jako Desi Slava (Деси Слава) – bułgarska piosenkarka muzyki pop.
W 2000 roku Slava urodziła syna, którego nazwała Майки (Majki).

## Dyskografia
- No Problems – 1998
- Heads Tails – 2000
- Forever – 2001
- Mystery – 2002
- The Best of Desi Slava – 2004
- Love Is Just A Feeling – 2004
- Together – 2004
- Desi Slava DVD – 2005
- Hot Trail – 2005
- Sweet Dreams – 2006
- Estoy Aquí – 2008 (ES)
- Listen To Your Heart – 2010
- Slavatronika – 2011